# イヴァン・プロヴェデル
イヴァン・プロヴェデル（Ivan Provedel, 1994年3月17日 - ）は、イタリア・ポルデノーネ出身のサッカー選手。SSラツィオ所属。ポジションはゴールキーパー。

## 経歴

### クラブ
イタリア・ポルデノーネでイタリア人の父とロシア人の母のもとに生まれた。トレヴィーゾとポルデノーネの下部組織ではフォワードとしてプレーしており、リアピアーヴェでゴールキーパーとしてのキャリアをスタートした。2010年にはウディネーゼの、その2年後にはキエーヴォの下部組織に加わった。
2013年7月11日、レガ・プロ・プリマ・ディヴィジオーネ（3部リーグ）のピーサにレンタル移籍で加入した。
2014年7月1日、セリエBのペルージャにレンタル移籍で加入した。
2015年7月23日、セリエBのモデナにレンタル移籍で加入した。
2016年7月8日、セリエBのプロ・ヴェルチェッリにレンタル移籍で加入した。
2017年7月11日、セリエBのエンポリに4年契約で加入した。2017-18シーズンにクラブはセリエBを制し昇格を果たすと、翌2018-19シーズンの第9節フロジノーネ戦でセリエAにデビューした。
2020年1月22日、セリエBのユーヴェ・スタビアにレンタル移籍で加入した。2月7日にアウェイで行われた第23節のアスコリとの試合では、後半アディショナルタイムにフリーキックに頭で合わせて同点ゴールを決めた。
2020年10月5日、セリエAに初昇格したスペツィアに2年契約で加入した。
2022年8月8日、セリエAのラツィオに完全移籍で加入した。14日にホームで行われた開幕節のボローニャ戦で、先発した同じく新加入のGKルイス・マキシミアーノが前半6分に退場処分を受けたため、前半8分からトマ・バシッチに代わってピッチに入り新天地にデビューした。シーズン中は21回のクリーンシートを記録するなど、チームの2位に貢献した。
2023年9月19日、UEFAチャンピオンズリーググループステージのアトレティコ・マドリード戦で、1点差を追いかける展開で迎えた後半アディショナルタイムのコーナーキックで攻撃参加すると、ヘディングで同点ゴールを挙げ、勝ち点1獲得の立役者となった。

### 代表
2022年9月16日、同月に行われるUEFAネーションズリーグ2022-23の2試合のメンバーとして、グリエルモ・ヴィカーリオとパスクアーレ・マッツォッキと共にイタリア代表に初招集された。

## タイトル

### クラブ
エンポリ
- セリエB 2017-18

### 個人
- セリエA最優秀GK賞 : 2022-23